# Some Girls (canción de Rachel Stevens)
«Some Girls» es el tercer sencillo de Funky Dory, álbum debut de Rachel Stevens y el primer sencillo de la reedición del álbum. En la cuarta semana en Irlanda alcanzó el número 1, pero en otros países alcanzó el número 2 y fue bajando. Curiosamente, la canción también fue incluida en el segundo álbum Come & Get It.

## Lista de canciones
1. «Some Girls»
2. «Spin That Bottle»
3. «Some Girls» [The Sharp Boys Hot Fridge Vocal Mix]

## Listas musicales de sencillos

### Nacionales
| Europa      |                |    |
| Irlanda     | Top 50 Singles | 2  |
| Reino Unido | Top 75 Singles | 13 |